# Kochius punctipalpi
Espèce
Synonymes
- Buthus punctipalpi Wood, 1863
- Vaejovis punctipalpi (Wood, 1863)

Kochius barbatus est une espèce de scorpions de la famille des Vaejovidae.

## Distribution
Cette espèce est endémique de Basse-Californie du Sud au Mexique. Elle se rencontre de Cabo San Lucas à La Paz.

## Description
Le mâle décrit par Williams en 1971 mesure 46,7 mm et la femelle paratype 58,5 mm.

## Systématique et taxinomie
Cette espèce a été décrite sous le protonyme Buthus punctipalpi par Wood en 1863. Elle est placée dans le genre Vaejovis par Marx en 1890 puis dans le genre Kochius par Soleglad et Fet en 2008.
Les sous-espèces Kochius punctipalpi barbatus et Kochius punctipalpi cerralvensis ont été élevées au rang d'espèce par González Santillán et Prendini en 2013.

## Publication originale
- Wood, 1863 : « Descriptions of new species of North American Pedipalpi. » Proceedings of the Academy of Natural Sciences in Philadelphia, vol. 15, p. 107-112 (texte intégral).